# Bộ trưởng Bộ Ngoại giao (Việt Nam)
Bộ trưởng Bộ Ngoại giao nước Cộng hòa Xã hội chủ nghĩa Việt Nam, thường được gọi tắt là Bộ trưởng Bộ Ngoại giao hoặc Ngoại trưởng là người đứng đầu Bộ Ngoại giao. Đồng thời là thành viên của Chính phủ Việt Nam chịu trách nhiệm quản lý ngành đối ngoại.

## Lịch sử
Tiền thân của Bộ Ngoại giao là Lễ Bộ trong thời kỳ phong kiến, một trong 6 bộ quan trọng trong thời kỳ đó. Đứng đầu Lễ Bộ là Thượng thư, phẩm hàm chánh tam phẩm.
Sau khi Đế quốc Việt Nam được thành lập, quan chế được thay đổi. Bộ Ngoại giao được thành lập trong Nội các Trần Trọng Kim, đứng đầu là Phó Thủ tướng Nội các Trần Văn Chương.
Chức vụ Bộ trưởng Bộ Ngoại giao trong Chính phủ Cách mạng lâm thời Việt Nam Dân chủ Cộng hòa do Chủ tịch Chính phủ Trung ương Hồ Chí Minh nắm giữ.
Chính phủ cải tổ đầu năm 1946, Bộ trưởng Bộ Ngoại giao sau thỏa hiệp giữa 3 đảng phái Việt Cách, Việt Minh, Việt Quốc do Bí thư trưởng Việt Quốc Nguyễn Tường Tam nằm giữ.
Vụ án Ôn Như Hầu xảy ra, Nguyễn Tường Tam đào thoát khỏi Chính phủ. Chủ tịch Chính phủ Trung ương Hồ Chí Minh tiếp tục nắm giữ chức Bộ trưởng Bộ Ngoại giao trở lại.
Sau năm 1975, Bộ trưởng Bộ Ngoại giao thường kiêm nhiệm chức vụ Phó Thủ tướng Chính phủ.
Từ tháng 3 năm 1983 đến năm 1987 còn có chức Bộ trưởng Biệt phái Bộ Ngoại giao, do ông Võ Đông Giang giữ chức.
Từ năm 2007, Bộ trưởng thường là Ủy viên Bộ Chính trị, Ủy viên Hội đồng Quốc phòng và An ninh, Phó Thủ tướng Chính phủ, ngoại trừ những Bộ trưởng sau không phải là Ủy viên Bộ Chính trị: Hoàng Minh Giám, Ung Văn Khiêm, Xuân Thủy, Nguyễn Dy Niên, Bùi Thanh Sơn.

## Chức năng và nhiệm vụ
Bộ trưởng là người đứng đầu Bộ Ngoại giao, chịu trách nhiệm trước Quốc hội, Chủ tịch nước, Chính phủ, Thủ tướng Chính phủ về toàn bộ hoạt động của Bộ Ngoại giao và có trách nhiệm:
- Tổ chức thực hiện những công việc thuộc thẩm quyền quy định trong Hiến pháp, Luật tổ chức Chính phủ
- Tổ chức thực hiện những công việc được Chủ tịch nước, Chính phủ, Thủ tướng Chính phủ giao hoặc ủy quyền;
- Tổ chức thực hiện chức năng, nhiệm vụ quản lý nhà nước theo quy định
- Tổ chức thực hiện Quy chế thực hiện dân chủ trong hoạt động của cơ quan

### Quyền hạn
Bộ trưởng Bộ Ngoại giao trực tiếp giải quyết các công việc cụ thể sau: 
- Quyết định về việc tổ chức bộ máy, biên chế, cán bộ, công chức, viên chức, theo quy định; quyết định công nhận, cho thôi Tập sự Phó Vụ trưởng và cấp tương đương;
- Trình Chính phủ về thành lập, chấm dứt hoạt động, giải thể Cơ quan đại diện; quyết định các vấn đề liên quan đến bộ máy, biên chế của Cơ quan đại diện và quyết định về danh sách cử, bổ nhiệm, miễn nhiệm, triệu hồi cán bộ, công chức, viên chức đi công tác nhiệm kỳ tại Cơ quan đại diện theo quy định của pháp luật về Cơ quan đại diện;
- Quyết định về việc phong hàm, hạ hàm, tước hàm ngoại giao đối với cán bộ, công chức theo quy định của pháp luật về hàm cấp ngoại giao;
- Phân công một Thứ trưởng làm Thứ trưởng Thường trực, giúp Bộ trưởng điều hành công việc chung của Bộ và phân công các Thứ trưởng phụ trách lĩnh vực công tác và điều chỉnh lĩnh vực công tác đã phân công;
- Trực tiếp giải quyết công việc có tính cấp bách và quan trọng mặc dù thuộc lĩnh vực đã được phân công của một Thứ trưởng, hay do Thứ trưởng đó đi vắng; quyết định những vấn đề còn có ý kiến khác nhau giữa các Thứ trưởng;
- Định kỳ chủ trì họp với các Thứ trưởng và nếu xét thấy cần thiết, với Trợ lý Bộ trưởng để thống nhất chủ trương, biện pháp chỉ đạo điều hành công việc của Bộ;
- Quyết định nội dung, thời gian, thành phần và chủ trì các cuộc họp quan trọng của Bộ;
- Thực hiện các nhiệm vụ khác theo quy định của pháp luật.

## Bí thư Ban Cán sự Đảng Bộ Ngoại giao
Bộ trưởng Bộ Ngoại giao đồng thời là Bí thư Ban Cán sự Đảng Bộ Ngoại giao giải quyết những công việc sau:
- Chương trình công tác năm của Bộ;
- Những Đề án lớn, những kiến nghị trình Bộ Chính trị, Ban Bí thư về đường lối, chính sách đối ngoại, vấn đề biên giới, lãnh thổ và người Việt Nam ở nước ngoài;
- Chủ trương lớn về việc xây dựng các đề án đào tạo, bồi dưỡng, kiện toàn tổ chức Lãnh đạo cấp Bộ;
- Việc kiến nghị đề bạt, bổ nhiệm hoặc miễn nhiệm cán bộ cấp Thứ trưởng, Trợ lý Bộ trưởng;
- Việc bổ nhiệm, miễn nhiệm cán bộ, công chức vào các chức vụ.

### Quyền hạn khác
Bộ trưởng đồng thời là lãnh đạo tập thể Lãnh đạo Bộ. Bộ trưởng đưa ra tập thể Lãnh đạo Bộ (Bộ trưởng và các Thứ trưởng) những vấn đề sau đây để thảo luận:
- Chiến lược, quy hoạch, kế hoạch phát triển ngành ngoại giao;
- Chương trình công tác, kế hoạch xây dựng văn bản quy phạm pháp luật hàng năm và dài hạn của ngành; dự thảo các văn bản quy phạm pháp luật trình Chính phủ, Ủy ban Thường vụ Quốc hội, Quốc hội quyết định;
- Kế hoạch của ngành triển khai các chủ trương, chính sách, đề án quan trọng của Đảng, Nhà nước, các văn bản quy phạm pháp luật quan trọng của cấp trên đã ban hành;
- Các chương trình, dự án trọng điểm của ngành;
- Phân bổ và điều chỉnh các nguồn vốn đầu tư hàng năm;
- Công tác tổ chức bộ máy và biên chế của các đơn vị, Cơ quan đại diện;
- Quản lý nhà nước về đối ngoại theo quy định của pháp luật;
- Chỉ đạo tổng kết hàng năm về tình hình thực hiện chương trình, kế hoạch của Bộ, tình hình hoạt động đối ngoại của Đảng và Nhà nước ta và kiểm điểm sự chỉ đạo điều hành của Bộ;
- Những vấn đề liên quan đến việc ký kết, gia nhập và thực hiện các điều ước quốc tế quan trọng;
- Những vấn đề khác do Bộ trưởng quyết định.

Trong trường hợp không có điều kiện tổ chức thảo luận tập thể, theo chỉ đạo của Bộ trưởng, đơn vị chủ trì xây dựng chính sách, kế hoạch, dự án, đề án liên quan đến những vấn đề, phối hợp với Văn phòng Bộ lấy ý kiến bằng văn bản của các Thứ trưởng, trình Bộ trưởng quyết định.
Sau khi các Thứ trưởng có ý kiến, Bộ trưởng ra quyết định cuối cùng và chịu trách nhiệm về quyết định của mình.

## Phó Thủ tướng Chính phủ
Bộ trưởng Bộ Ngoại giao đồng thời là Phó Thủ tướng Chính phủ có trách nhiệm theo dõi, giải quyết những công việc sau:
1. Ngoại giao và quan hệ đối ngoại (bao gồm đối ngoại Đảng, Nhà nước và nhân dân).
2. Hỗ trợ phát triển chính thức (ODA) và viện trợ phi chính phủ.
3. Hội nhập quốc tế; theo dõi, chỉ đạo đàm phán và thực hiện các cam kết quốc tế song phương, đa phương.
4. Quan hệ với các tổ chức quốc tế và khu vực, các tổ chức phi chính phủ nước ngoài.
5. Công tác biên giới và các vấn đề Biển Đông - Hải đảo.
6. Công tác người Việt Nam ở nước ngoài.
7. Các vấn đề về nhân quyền.

- Làm Chủ tịch các Ủy ban Liên Chính phủ Việt Nam - Lào, Việt Nam - Campuchia, Trưởng ban Chỉ đạo nhà nước về phân giới cắm mốc biên giới trên đất liền, Trưởng ban chỉ đạo về Nhân quyền, Chủ tịch các Hội đồng quốc gia, Trưởng các Ban Chỉ đạo khác theo lĩnh vực liên quan.
- Các công việc khác theo sự phân công, ủy nhiệm của Thủ tướng Chính phủ

## Điều kiện trở thành Bộ trưởng Bộ Ngoại giao
Một công dân của Việt Nam từ 30 tuổi hoặc cao hơn có thể trở thành một ứng viên Bộ trưởng. Ứng viên Bộ trưởng phải đủ những điều kiện sau đây:
- Là Đại biểu Quốc hội;
- Là Đảng viên Đảng Cộng sản Việt Nam;
- Có quốc tịch Việt Nam;
- Đã phục vụ trong ngành từ 10 năm trở lên;
- Từng giữ chức Thứ trưởng Bộ Ngoại giao;
- Bắt buộc phải là Ủy viên Trung ương Đảng. Tuy nhiên theo cơ cấu của Đảng trong bộ máy chính quyền, Bộ trưởng thường là Ủy viên Bộ Chính trị.

## Danh sách Bộ trưởng
| STT | Bộ trưởng      | Bộ trưởng                    | Nhiệm kỳ            | Nhiệm kỳ            | Nhiệm kỳ         | Chức vụ trước đó | Ghi chú |
| STT | Bộ trưởng      | Bộ trưởng                    | Bắt đầu             | Kết thúc            | Số ngày          | Chức vụ trước đó | Ghi chú |
| --- | -------------- | ---------------------------- | ------------------- | ------------------- | ---------------- | --- | --- |
| 1   |                | Hồ Chí Minh (1890-1969)      | 27 tháng 8 năm 1945 | 2 tháng 3 năm 1946  | 187 ngày         | Chủ tịch Ủy ban Dân tộc Giải phóng Việt Nam                                                                                     | - Kiêm nhiệm Chủ tịch nước (1945-1969) và Chủ tịch Chính phủ Trung ương (1945-1955) - Đại biểu Quốc hội khóa I (1946-1960)                                                                                               |
| 2   |                | Nguyễn Tường Tam (1906-1963) | 2 tháng 3 năm 1946  | 3 tháng 11 năm 1946 | 246 ngày         | Tổng thư ký Đại Việt Dân chính Đảng (1939-1945)                                                                                 | - Đảng viên Việt Nam Quốc dân Đảng (1946-1953) - Đại biểu Quốc hội khóa I (1946-1960) - Đào thoát khỏi Chính phủ Liên hiệp Quốc gia                                                                                      |
| (1) |                | Hồ Chí Minh (1890-1969)      | 3 tháng 11 năm 1946 | 1 tháng 3 năm 1947  | 118 ngày         | Bộ trưởng Bộ Ngoại giao (1945-46)                                                                                               | - Kiêm nhiệm Chủ tịch nước (1945-1969) và Chủ tịch Chính phủ Trung ương (1945-1955) - Đại biểu Quốc hội khóa I (1946-1960)                                                                                               |
| (1) | Tổng: 305 ngày | Hồ Chí Minh (1890-1969)      | 3 tháng 11 năm 1946 | 1 tháng 3 năm 1947  |                  | Bộ trưởng Bộ Ngoại giao (1945-46)                                                                                               | - Kiêm nhiệm Chủ tịch nước (1945-1969) và Chủ tịch Chính phủ Trung ương (1945-1955) - Đại biểu Quốc hội khóa I (1946-1960)                                                                                               |
| 3   |                | Hoàng Minh Giám (1904-1995)  | 1 tháng 3 năm 1947  | 1 tháng 4 năm 1954  | 7 năm, 31 ngày   | Thứ trưởng Bộ Ngoại giao | - Đảng viên Đảng Xã hội Việt Nam - Đại biểu Quốc hội khóa I (1946-1960) |
| 4   |                | Phạm Văn Đồng (1906-2000)    | 1 tháng 4 năm 1954  | 1 tháng 2 năm 1961  | 6 năm, 306 ngày  | Phó Thủ tướng Chính phủ | - Ủy viên Bộ Chính trị khóa II (1951-1960) - Kiêm nhiệm Thủ tướng Chính phủ |
| 5   |                | Ung Văn Khiêm (1910-1991)    | 1 tháng 2 năm 1961  | 30 tháng 4 năm 1963 | 2 năm, 88 ngày   | Thứ trưởng Bộ Ngoại giao | - Ủy viên Trung ương Đảng khóa III (1960-1976) - Đại biểu Quốc hội khóa II (1960-1964) |
| 6   |                | Xuân Thủy (1912-1985)        | 30 tháng 4 năm 1963 | 1 tháng 4 năm 1965  | 1 năm, 336 ngày  | Chủ tịch Hội những người viết báo Việt Nam                                                                                      | - Ủy viên Trung ương Đảng khóa III (1960-1976) - Kiêm nhiệm Phó Chủ tịch Quốc hội (1960-1985) |
| 7   |                | Nguyễn Duy Trinh (1910-1985) | 1 tháng 4 năm 1965  | 7 tháng 2 năm 1980  | 14 năm, 312 ngày | Chủ nhiệm Ủy ban Khoa học Nhà nước (1963-1965) Chủ nhiệm Ủy ban Kế hoạch Nhà nước (1953-1965)                                   | - Ủy viên Bộ Chính trị khóa III (1960-1976), khóa IV (1976-1982) - Kiêm nhiệm Phó Thủ tướng Chính phủ (1960-1980) - Đại biểu Quốc hội khóa III (1964-1971), khóa IV (1971-1975), khóa V (1975-1976), khóa VI (1976-1981) |
| 8   |                | Nguyễn Thị Bình (sinh 1927)  | 8 tháng 6 năm 1969  | 3 tháng 7 năm 1976  | 7 năm, 25 ngày   | Ủy viên Trung ương Mặt trận Dân tộc Giải phóng Miền Nam Việt Nam Phó Chủ tịch Hội Liên hiệp Phụ nữ Giải phóng miền Nam Việt Nam | - Nữ Bộ trưởng Ngoại giao đầu tiên |
| 9   |                | Nguyễn Cơ Thạch (1921-1998)  | 7 tháng 2 năm 1980  | 9 tháng 8 năm 1991  | 11 năm, 183 ngày | Quốc vụ khanh Bộ Ngoại giao (hàm Bộ trưởng)                                                                                     | - Ủy viên dự khuyết Bộ Chính trị khóa V (1982-1986), Ủy viên Bộ Chính trị khóa VI (1986-1991) - Kiêm nhiệm Phó Thủ tướng Chính phủ - Đại biểu Quốc hội khóa VI (1976-1981), khóa VII (1881-1987), khóa VIII (1987-1992)  |
| 10  |                | Nguyễn Mạnh Cầm (sinh 1929)  | 9 tháng 8 năm 1991  | 28 tháng 1 năm 2000 | 8 năm, 172 ngày  | Đại sứ Việt Nam tại Liên Xô | - Ủy viên Bộ Chính trị khóa VII (1991-1996), khóa VIII (1996-2001) - Kiêm nhiệm Phó Thủ tướng Chính phủ (1997-2002) - Đại biểu Quốc hội khóa VIII (1987-1992), khóa IX (1992-1997), khóa X (1997-2002)                   |
| 11  |                | Nguyễn Dy Niên (sinh 1935)   | 28 tháng 1 năm 2000 | 28 tháng 6 năm 2006 | 4 năm, 214 ngày  | Thứ trưởng Bộ Ngoại giao | - Ủy viên Trung ương Đảng khóa VIII (1996-2001), khóa IX (2001-2006) - Đại biểu Quốc hội khóa X (1997-2002), khóa XI (2002-2007)                                                                                         |
| 12  |                | Phạm Gia Khiêm (sinh 1944)   | 28 tháng 6 năm 2006 | 3 tháng 8 năm 2011  | 5 năm, 36 ngày   | Phó Thủ tướng Chính phủ | - Ủy viên Bộ Chính trị khóa X (2006-2011) - Kiêm nhiệm Phó Thủ tướng Chính phủ (1997-2011) - Đại biểu Quốc hội khóa X (2002-2007), khóa XI (2007-2011)                                                                   |
| 13  |                | Phạm Bình Minh (sinh 1959)   | 3 tháng 8 năm 2011  | 7 tháng 4 năm 2021  | 9 năm, 247 ngày  | Thứ trưởng Thường trực Bộ Ngoại giao                                                                                            | - Ủy viên Bộ Chính trị khóa XI (2011-2016), khóa XII (2016-2021) - Kiêm nhiệm Phó Thủ tướng Chính phủ (2011-2021) - Đại biểu Quốc hội khóa XII (2011-2016), khóa XIII (2016-2021)                                        |
| 14  |                | Bùi Thanh Sơn (sinh 1962)    | 8 tháng 4 năm 2021  | đương nhiệm         | 4 năm, 75 ngày   | Thứ trưởng Thường trực Bộ Ngoại giao                                                                                            | - Ủy viên Trung ương Đảng khóa XIII (2021-2026) - Kiêm nhiệm Phó Thủ tướng Chính phủ (2021-2026) - Đại biểu Quốc hội khóa XIV (2016-2021), khóa XV (2021-2026)                                                           |